# Angela Trimbur

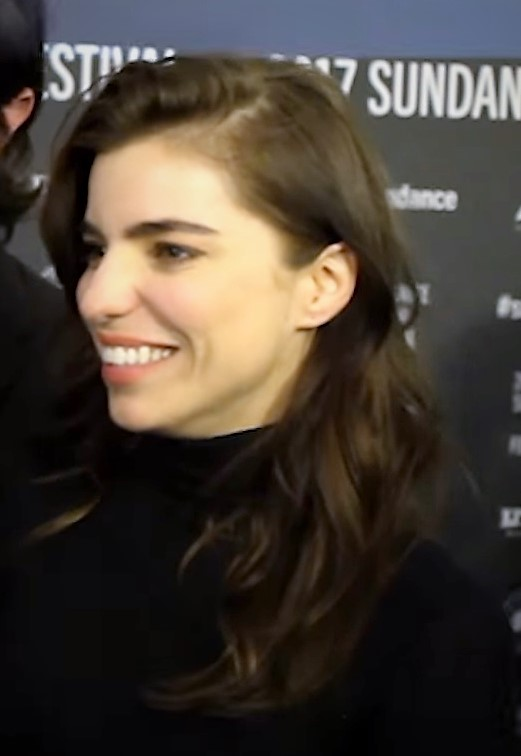
Angela Trimbur, 2017

Angela Trimbur (* 18. Juli 1981 in New York City) ist eine US-amerikanische Schauspielerin, die vor allem durch ihre Rolle der Harley David in Rob Zombies Horrorfilm Halloween II weltweite Bekanntheit erlangte. Des Weiteren konnte sie mit den Filmen Sweet Judy Blue Eyes, Pink Lemonade, You Are Here und Brotherhood of Blood ebenfalls Erfolge in der Filmbranche erzielen.

## Leben
Angela Trimbur begann ihre professionelle Schauspielkarriere im Jahr 2003 mit einem Gastauftritt in der Fernsehserie What Should You Do? Dort übernahm sie in der Folge Lesson Learned den Part der Bridgette. Danach folgte eine Nebenrolle in dem Drama Sweet Judy Blue Eyes. Dieser Kurzfilm wurde als Bester Kurzfilm beim Beverly Hills Film Festival ausgezeichnet. Trimbur übernahm hier die Rolle der Kellnerin Jennifer. 2005 hatte sie einen weiteren Gastauftritt in der beliebten Serie Entourage. In der Folge The Sundance Kids spielte sie den Part der Jen. Danach übernahm sie im Kurzfilm Plan B die Hauptrolle und verkörperte eine Gogotänzerin namens Ginger.
Im Jahr 2006 spielte sie die Hauptrolle in der Komödie Any Night But Tonight – Pink Lemonade. Die Independentkomödie wurde in Deutschland am 13. März 2009 direkt auf DVD veröffentlicht. In weiteren Rollen agierten Kurt Finney und Brett Lawrence. Danach lieh sie gemeinsam mit Rapper Xzibit ihre Stimme für das am 28. November 2006 erschienene Videogame zur erfolgreichen Sendung Pimp My Ride.
2007 war sie in einer Nebenrolle in der romantischen Komödie You Are Here zu sehen. Danach folgten der Horrorthriller Brotherhood of Blood, in dem sie eine weitere Nebenrolle verkörperte, und eine Hauptrolle in dem Actionthriller Loaded.
Im Jahr 2008 war Angela Trimbur in Gastauftritte in den beliebten Serien Hannah Montana und Imaginary Bitches zu sehen. Danach spielte sie eine Nebenrolle in der Komödie Float.
2009 folgte eine Nebenrolle in Nick Agiashvilis Drama The Harsh Life of Veronica Lambert, danach übernahm sie die Hauptrolle der Becky in dem Kurzfilm Trumble Dry. Hier zeigte sie abermals ihr komödiantisches Talent. In der Folge hatte sie zwei weitere Gastauftritte in den Serien Reno 911! und Secret Girlfriend.
Der endgültige Durchbruch kam jedoch mit dem Horrorfilm Halloween II. Anfang 2009 setzte sie sich gegen tausende Mitwerber beim Casting für die Rolle der Harley durch, als der legendäre Musiker und Regisseur Rob Zombie sich für sie entschied.
Im Juli 2018 gab Trimbur bekannt, an Brustkrebs erkrankt zu sein und begann eine Chemotherapie.

## Filmografie (Auswahl)
Filme
- 2004: Sweet Judy Blue Eyes
- 2005: Plan B
- 2006: Any Night But Tonight – Pink Lemonade
- 2006: Pim My Ride Videogame
- 2007: You Are Here
- 2007: Brotherhood of Blood
- 2007: Loaded
- 2008: Float
- 2009: The Harsh Life of Veronica Lambert
- 2009: Trumble Dry
- 2009: Halloween II
- 2010: Freak Dance
- 2010: Excuse Me (Kurzfilm)
- 2011: The Future
- 2011: Worst. Prom. Ever. (Fernsehfilm)
- 2013: Kings of Summer (The Kings of Summer)
- 2015: The Final Girls
- 2016: Trash Fire
- 2016: I Love You Both
- 2016: E.S.L. (Fernsehfilm)
- 2017: It Happened in L.A.
- 2017: Psychopaths
- 2017: The Feels
- 2017: XX
- 2018: Hell Is Where the Home Is
- 2020: Horse Girl
- 2023: Quiz Lady

Serien
- 2013: Californication
- 2013: Workaholics
- 2014: Silicon Valley
- 2016–2020: The Good Place
- 2017: Navy CIS (NCIS)
- 2017: One Mississippi
- 2018: Alone Together
- 2018: Drunk History
- 2020: Navy CIS: L.A. (NCIS: Los Angeles)